# Rhyacophila aphrodite
Rhyacophila aphrodite là một loài Trichoptera trong họ Rhyacophilidae. Chúng phân bố ở miền Cổ bắc.